# Leucophora cinerea
Leucophora cinerea är en tvåvingeart som beskrevs av Robineau-desvoidy 1830. Leucophora cinerea ingår i släktet Leucophora och familjen blomsterflugor. Arten är reproducerande i Sverige. Inga underarter finns listade i Catalogue of Life.